# X Direct
X Direct er en film instrueret af Jesper Maintz Andersen, Karsten Bartholin, Bo Dalum, Nikolaj B. Feifer, Lasse Hoile, Daniel Horowitz, Silja Espolin Johnson, Lars Pedersen, Martin Weinreich og Mikael Woelke.